# Castigo físico

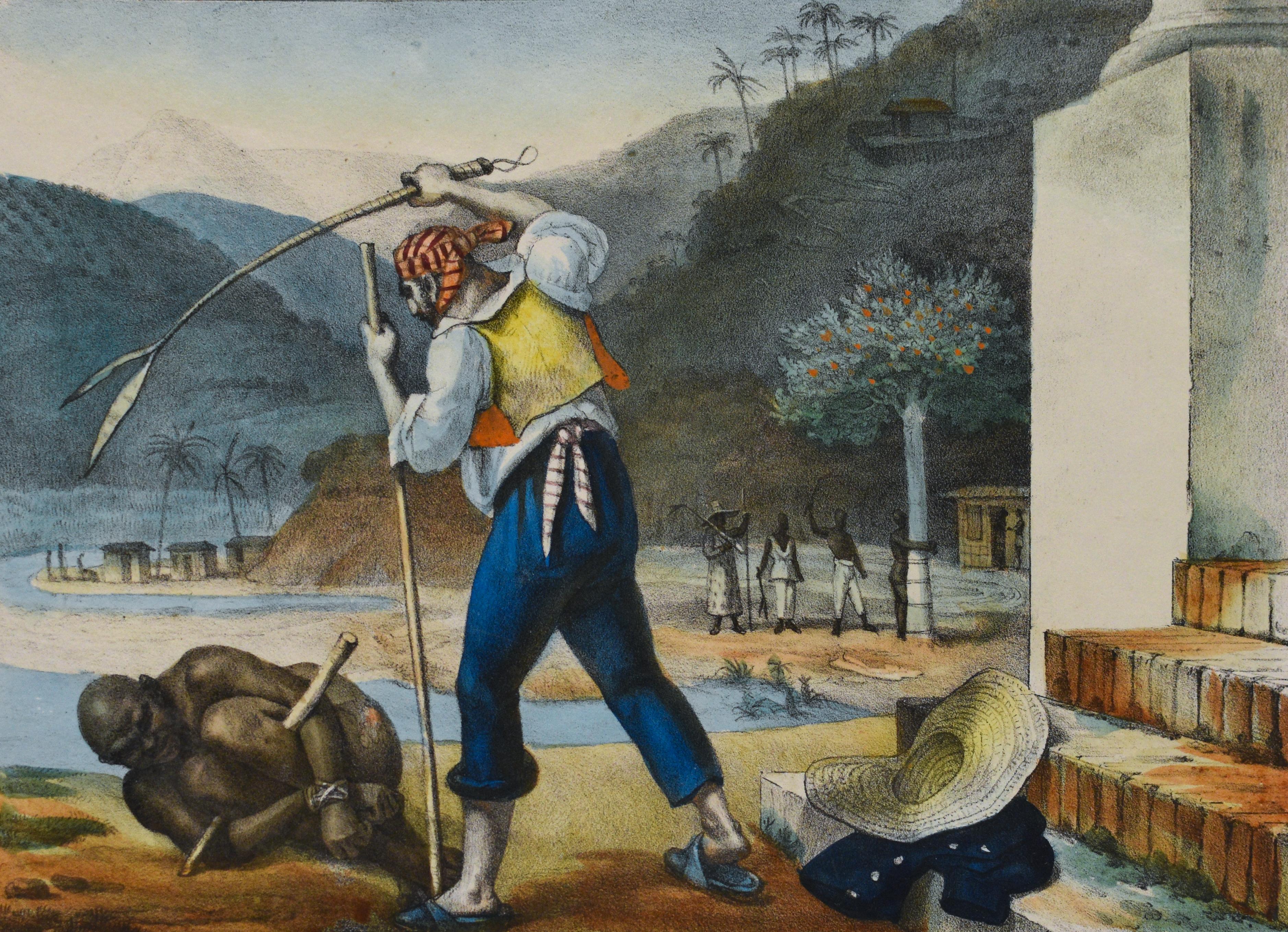
Esclavo siendo castigado con un látigo; Brasil, principios del.

El castigo físico, disciplina física o castigo corporal es el uso de la fuerza física con la intención de causar una experiencia de dolor, sin  provocar una lesión, con el propósito de corregir o de controlar la conducta, generalmente la de un niño. Suele aplicarse suministrando golpes fuertes con las manos o con algún objeto, y si se aplica una fuerza excesiva puede llegar a ocasionar daños irreparables. En el caso de infantes también se recurre en ocasiones a tirar de partes del cuerpo, tales como el cabello o las orejas. Los golpes en la cabeza se denominan pescozón o coscorrón, y suelen darse con el puño cerrado (a veces también con la mano abierta, en cuyo caso en Venezuela se le suele llamar coloquialmente lepe, y en algunas zonas de México, "bacha" o "bachón"). Los golpes en la cara se denominan puñetazo si se dan con el puño cerrado y bofetada o "cachetada" (en América Latina) si se dan con la mano abierta. Si el golpe se da con el pie se denomina patada; si la zona golpeada es la nalga, se denomina nalgada y se considera una expresión de despedida con desprecio (patada en el trasero).
El castigo físico ha transitado por distintas acepciones, como “pena”, “padecimiento”, “tormento”, “sufrimiento”. Impuesto a través de distintos medios –palmadas, bofetadas, apretones, empujones y golpes con objetos. Actualmente se considera que representan la ignorancia de parte de los adultos en métodos más acordes al desarrollo infantil y de la psicología. 
Estudios encontraron vínculos entre el castigo físico "normativo" y la agresión infantil, la delincuencia y la agresión conyugal en la edad adulta, estos estudios encontraron que el castigo físico se asoció con niveles más altos de agresión contra los padres, hermanos, compañeros y cónyuges.

## Historia

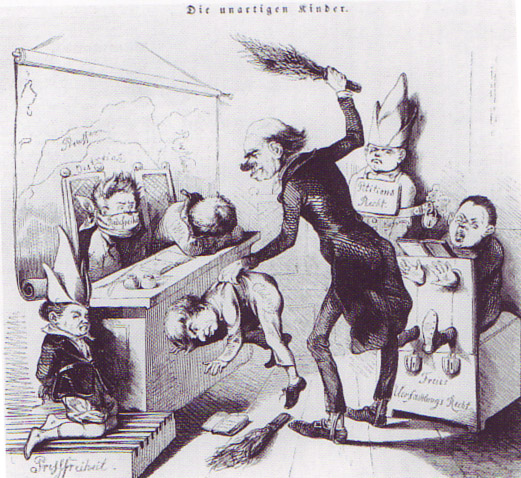
Caricatura política basada en la disciplina escolar de la época; 1849.

El autor Jared Diamond indica que las sociedades de cazadores-recolectores tienden a usar poco castigo físico, mientras las sociedades agrícolas e industriales tendían a usar cada vez más. Diamond sugiere que esto probablemente se deba a que los cazadores-recolectores tienden a tener pocas posesiones valiosas y la mala conducta infantil no daña la propiedad de otros.
Los castigos físicos para mantener la disciplina judicial y educativa estuvieron claramente presentes en Babilonia, el antiguo Egipto, la Antigua Grecia, en Roma, la antigua China y en el Reino de Israel.
Algunos estados ganaron fama de ser muy crueles con los castigos. En Esparta, en particular, se aplicaban castigos físicos como método diseñado para desarrollar la fuerza de voluntad y la fuerza física. En Roma, la máxima pena de castigo permitido era de 40 azotes con un látigo, que eran aplicados a los hombros y espaldas de los condenados, o 40 azotes dados con las fasces, varas de sauce, en las nalgas e infligidos en público. Entre los que sufrieron estos castigos, los más notables fueron la reina Boudica en el año 55 d. C. y Jesucristo, según se describe en el Nuevo Testamento.
En la Biblia, en el libro de los Proverbios se recomienda castigar a los niños físicamente. La vara es usada como símbolo de la disciplina física, cosa corriente en la cultura hebrea de entonces como en otras contemporáneas, (Proverbios 13:24, 19:18, 22:15, 23:13-14 y 29:15, e indirectamente en Hebreos 12:6-7). Acerca del castigo físico, es en extremo evidente que la Biblia exige a los aplicantes que lo hagan bajo ciertas y estrictas condiciones, tales como en amor (1 Corintios 13:1-8) y con honra, y solo cuando en verdad es necesario para dar una enseñanza importante al hijo (Proverbios 19:18, 29:15, Colosenses 3:21 y Hebreos 12:6, 7)[cita requerida]. Durante más de mil años, las comunidades cristianas lo aceptaron así con pocas excepciones, mientras la dulzura recomendada por Cristo hacia los niños (Marcos, X) era más ignorada.
En la Europa medieval, el castigo físico era fomentado por las actitudes de la iglesia medieval hacia el cuerpo humano, siendo la flagelación un medio común de autodisciplina. En particular, esto tuvo una mayor influencia en las escuelas, dependientes de la iglesia. Ya en el siglo XI, san Anselmo, arzobispo de Canterbury, se pronunció contra el excesivo castigo físico en el tratamiento de los niños.

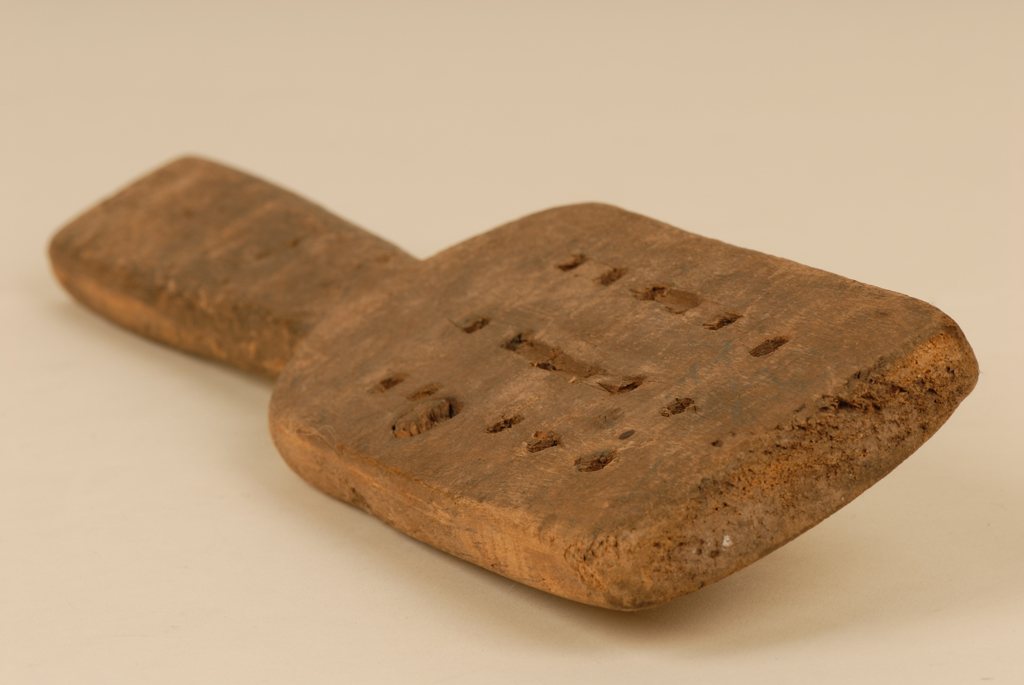
Palmeta de castigo escolar. Al golpear sus agujeros creaban un vacío, que prolongaba en el tiempo la sensación del golpe.

El uso del castigo fue cambiando de propósito paulatinamente dentro de la sociedad occidental a partir del siglo XVI, pasando de ser una forma de educar y marcar límites y normas, a ser una forma de humillación y manipulación de los hijos, esclavos y ciudadanos, generando grandes controversias sobre si era válido su uso o no como método de educación. Al perder su meta de ser aplicado con respeto y dignidad hacia la víctima y como consecuencia de una marcada rebeldía contra la autoridad, el castigo físico perdió su verdadero trasfondo, causando controversias y movimientos filosóficos. Así, a mediados del siglo XVI surgieron nuevos modos de castigo físico. Los castigos judiciales eran convertidos en espectáculos públicos. Mientras tanto, los primeros escritores en educación lo criticaban, como Roger Ascham quién se quejaba "por la arbitraria manera en que los niños eran castigados". El filósofo inglés John Locke, escribió el libro Algunos pensamientos sobre la educación, criticando el rol del castigo físico en la educación. El trabajo de Locke fue altamente fundamental[cita requerida], en parte influenciado por legisladores polacos que prohibieron el castigo físico en Polonia en 1783.
Durante el siglo XIX, el uso del castigo corporal fue un asunto muy discutido, tanto por filósofos como por reformadores legales. Meramente infligir dolor en los interrogados parecía insuficiente e ineficaz, ya que solo afectaba al sujeto por un periodo corto de tiempo, sin producir ningún cambio permanente en su conducta. Obviamente esto ocurría por una grave y mala aplicación del castigo físico. Aplicar mal un castigo físico es como dar un medicamento para una afección que el paciente no padece o directamente que no tiene. Jeremy Bentham propuso la idea de una prisión panóptica, donde los prisioneros se sentirían vigilados y controlados todo el tiempo, reduciendo notablemente el castigo.
Los azotes eran un ejemplo de disciplina mal aplicada muy populares en Francia durante la Revolución Francesa. Ejemplo de ello fue el trato sufrido por la revolucionaria Théroigne de Méricourt, que se volvió loca después de recibir azotes frente al público, terminando sus días en un asilo. El 31 de mayo de 1793, la mujer había sido perseguida, desnudada y azotada sin motivo aparente en medio del parque de las Tullerías en París. Después de esta humillación, cayó en el delirio, viviendo siempre desnuda, negándose a vestirse, en memoria del ultraje.
El uso del castigo corporal disminuyó a lo largo del siglo XIX en Europa y América del Norte. En algunos países, esto fue fomentado por escándalos relacionados con personas que se habían excedido durante actos de castigos físicos. Por ejemplo, en Gran Bretaña, la oposición creció después de dos sonados casos, la muerte del soldado Frederick John White, muerto tras una flagelación militar en 1846, y la muerte de Reginald Cancellor a manos de su maestro de escuela en 1860. A finales del siglo XIX, el castigo corporal en las escuelas públicas era impopular entre muchos padres. Las autoridades implementaron reglas más detalladas para la imposición de castigos físicos en instituciones gubernamentales como escuelas, prisiones y reformatorios.
Ya en el siglo XX el castigo fue prohibido en gran parte de Europa, aunque sigue existiendo en un 87% de los países del mundo, y aun en los países en que está prohibido, fuera de la legalidad. En la actualidad, en los países más desarrollados en que ha ido perdiendo fuerza la unidad familiar, y donde los padres están muy ausentes de la misma, es cuando menos debe utilizarse, debido al desamparo infantil y a la responsabilidad implícita que tienen los adultos por sus conductas, y faltas en la formación moral y de ideales, provocando una gran rebeldía contra las figuras de autoridad por parte de la juventud. El castigo físico o corporal o disciplina física, se considera que crea desequilibrio emocional en la infancia y adolescencia y que no existen maneras correctas o incorrectas de utilizarlo.

### Uso moderno

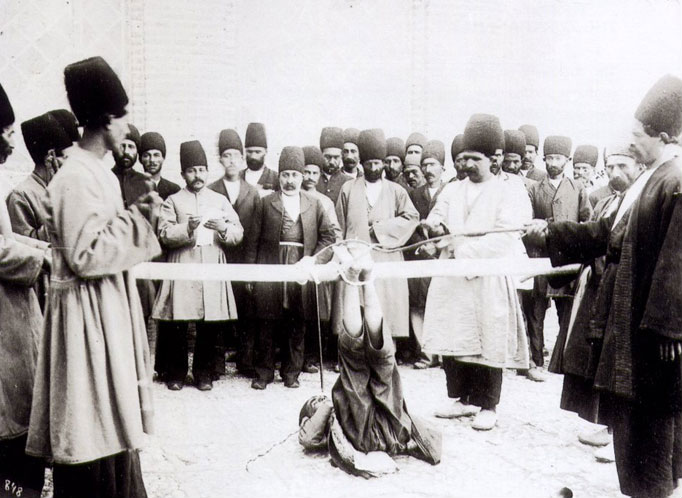
Azotamiento en las plantas de los pies a un criminal; Irán, 1890-1900.

En el mundo moderno, el castigo corporal permanece como una manera de disciplina para los niños; sin embargo su uso ha declinado desde la década de 1950. En algunos países está prohibido; en cambio, en algunos otros países aún permiten a los padres usar castigos físicos no tan estrictos a los niños, pero son usados raramente.
La raza y el sexo han sido motivos para una mayor influencia de castigos corporales en el mundo occidental. Los niños de origen africano y árabes tienen mayor probabilidad de ser golpeados en casa y en la escuela. El castigo físico en niños varones tiende ser más agresivo y más frecuente que el castigo corporal aplicado a las niñas. En algunos lugares, esa discriminación sexual tiene sus orígenes en las leyes. Como ejemplo, en Queensland, Australia, donde el castigo físico a las niñas en escuelas fue prohibido en 1934, mientras que el de los varones siguió siendo legal en las escuelas públicas hasta 1995, y no fue regulado en las privadas.
En cuanto al castigo corporal en la educación, hay varios enfoques distintos a lo largo del mundo. El castigo corporal está prohibido en la mayoría de los países occidentales y naciones industrializadas no occidentales. Toda Europa Occidental, Europa Central (excepto República Checa), Europa del Este, Nueva Zelanda, Japón y Sudáfrica han prohibido el castigo corporal en las escuelas, así como muchos otros países. El castigo corporal es legal en algunas regiones de Canadá. En Australia, el castigo físico está prohibido desde 1995 en las escuelas públicas,

## Legalidad
Tradicionalmente a nivel mundial el castigo físico ha sido tolerado y por tanto considerado legal en cuanto la Ley no diga nada al respecto. El estatus legal de esta práctica varía en cada país, pero se ha venido marcando una tendencia hacia la prohibición. En algunos países, derivado del Derecho inglés, se utiliza la figura del "castigo justificado" como excepción a la prohibición del castigo físico. A día de hoy solo 7 países del G20 (3 del G7), han prohibido el castigo físico, estos son Alemania, Argentina, Brasil, Corea del Sur, Francia, Japón y Sudáfrica.
A continuación la lista de países que han prohibido el castigo físico en orden cronológico hasta marzo de 2024:

Países que han prohibido cualquier forma de castigo físico.

- Suecia (1979)
- Finlandia (1983)
- Noruega (1987)
- Austria (1989)
- Chipre (1994)
- Dinamarca (1997)
- Polonia (1997)
- Letonia (1998)
- Alemania (1998)
- Croacia (1999)
- Bulgaria (2000)
- Israel (2000)
- Turkmenistán (2002)
- Islandia (2003)
- Ucrania (2004)
- Rumania (2004)
- Hungría (2005)
- Grecia (2006)
- Países Bajos (2007)
- Nueva Zelanda (2007)
- Portugal (2007)
- Uruguay (2007)
- Venezuela (2007)
- Chile (2007)
- España (2007)
- Togo (2007)
- Costa Rica (2008)
- Moldavia (2008)
- Luxemburgo (2008)
- Liechtenstein (2008)
- Túnez (2010)
- Kenia (2010)
- R. D. del Congo (2010)
- Albania (2010)
- Sudán del sur (2011)
- Macedonia del norte (2013)
- Cabo Verde (2013)
- Honduras (2013)
- Malta (2014)
- Brasil (2014)
- Bolivia (2014)
- Argentina (2014)
- San Marino (2014)
- Nicaragua (2014)
- Estonia (2014)
- Andorra (2014)
- Benín (2015)
- Irlanda (2015)
- Perú (2015)
- Mongolia (2016)
- Montenegro (2016)
- Paraguay (2016)
- Aruba (2016)
- Eslovenia (2016)
- Lituania (2017)
- Nepal (2018)
- Kosovo (2019)
- Francia (2019)
- Sudáfrica (2019)
- Jersey (2019)
- Japón (2020)
- Georgia (2020)
- Scotland (2020)
- Seychelles (2020)
- Guinea (2021)
- Colombia (2021)
- Corea del Sur (2021)
- Gales (2022)
- Zambia (2022)
- Mauricio (2022)

## Posibles consecuencias para la salud
Un trabajo publicado en el Journal of Behavioral Medicine, realizado en Arabia Saudita, halló un aumento del riesgo de sufrir de asma y cáncer en la adultez entre quienes habían sufrido castigos físicos en la infancia.
Uno de los primeros estudios de este tipo vinculó las bofetadas y los azotes en la infancia con trastornos psiquiátricos en la edad adulta en una gran muestra canadiense relacionando el castigo físico con una variedad de problemas de salud mental en niños, jóvenes y adultos, que incluyen depresión, infelicidad, ansiedad, sentimientos de desesperanza, uso de drogas y alcohol y desajuste psicológico general. Además, el castigo físico puede causar alteraciones en las regiones dopaminérgicas asociadas a la vulnerabilidad, al abuso de drogas y alcohol.

## Castigos corporales en el fetichismo y BDSM
El castigo corporal se puede emplear también durante el acto sexual fetichista, y es la base de una serie de parafilias, sobre todo en forma de azotes. Este fenómeno se observó en primer lugar por el psicólogo alemán Richard von Krafft-Ebing, que sugirió que el sadismo y masoquismo a menudo se desarrollan a partir de la experiencia de los niños que recibieron el castigo corporal en la escuela. Si bien esta ha sido una interpretación popular, fue rebatida por Sigmund Freud, quien afirmó que el interés sexual en los castigos corporales se desarrolla en la primera infancia y rara vez se relaciona con experiencias reales de castigo.  Sin embargo, la sexualidad está muy ligada a la conducta observada en la infancia, el condicionamiento que ocurre entre la violencia que se percibe y la posible excitación sexual, puede dar origen a esta conducta, originada desde la infancia.